# Аль-Асуад
Аль-Асуад ибн аль-Мунзир (ум. после 492/493) — царь (малик) государства Лахмидов в 472/473 — 492/493 годах, сын и наследник царя аль-Мунзира I. Был свергнут по приказу сасанидского шаханшаха и, вероятно, окончил свои дни в заточении.

## Происхождение и приход к власти
Аль-Асуад стал царём государства Лахмидов после своего отца, царя аль-Мунзира I, около 472/473 года. Аль-Асуад был не единственным сыном аль-Мунзира I — судя по всему, определённое время наиболее вероятным преемником аль-Мунзира являлся ан-Нуман, который в 420 году командовал лахмидскими войсками во время похода на Ктесифон. Вполне возможно, что к моменту вступления аль-Асуада на престол ан-Нумана уже не было в живых. Ат-Табари, опиравшийся на сведения Хишама ибн аль-Кальби, писал: «...затем после него царствовал его сын аль-Асуад ибн аль-Мунзир, матерью которого была дочь ан-Нумана из [рода] Бану-ль-Хайджумана... а он — тот, кого держали под стражей персы, двадцать лет...». Проблема заключается в том, что из текста ат-Табари нельзя однозначно понять, к кому именно относится определение «он — тот, кого держали под стражей персы» — к аль-Асуаду или упомянутому в том же отрывке Амру ибн Аби Рабиа. Если сообщение о нахождении под стражей относится к аль-Асуаду, то из текста опять же не вполне понятно, когда именно аль-Асуад находился в персидской темнице — до своего вступления на престол или после того как его правление окончилось.

## Правление
По свидетельству ат-Табари, аль-Бируни, аль-Исфахани, Ибн Саида, Ибн Хабиба и Ибн Халдуна, царь аль-Асуад занимал престол государства Лахмидов в течение двадцати лет. Ат-Табари, основываясь на данных Хишама ибн аль-Кальби, утверждал, что аль-Асуад правил двадцать лет, из которых при шаханшахе Перозе — десять лет, при Валаше — четыре года, при Каваде I — шесть лет. Исходя из свидетельств ат-Табари и аль-Кальби, правление аль-Асуада началось за десять лет до смерти шаханшаха Пероза, то есть в 492 или 493 году, и закончилось через шесть лет после первого вступления на престол шаханшаха Кавада, то есть около 493 года.
Несколько иначе о правлении аль-Асуада повествует средневековый автор Абу-ль-Бака аль-Хилли: «Говорили, что он правил двадцать лет. Его правление было во времена Пероза, сына Ездигерда, и Валаша, сына Пероза. Однако затем последний покарал его и заточил в темницу, так что тот оставался в темнице сасанидских царей двадцать лет». Из этого сообщения однозначно видно, что в темницу персы заточили именно аль-Асуада и именно после его двадцатилетнего правления. Сомнение вызывает лишь двадцатилетний срок последующего заключения аль-Асуада. Судя по всему, аль-Хилли по-своему истолковал вышеприведённый отрывок из текста ат-Табари, из которого не вполне ясно, к чему относится двадцатилетний период — ко времени правления или периоду заключения. Так, вероятно, у аль-Хилли возникло два двадцатилетних срока, относящиеся и к правлению аль-Асуада, и к его последующему заключению в сасанидской темнице. Нужно заметить, что Хишам ибн аль-Кальби, на сведениях которого основывался ат-Табари, упоминал именно о двадцатилетнем сроке правления аль-Асуада и ни о каком более. Обращает на себя внимание и ещё одно несоответствие: согласно аль-Хилли, аль-Асуада заточил в темницу шаханшах Валаш, что никак не вяжется с приведённым отрывком из текста ат-Табари.
Не сохранилось никаких сведений относительно того, чем аль-Асуад вызвал гнев шаханшаха и что в этот момент происходило в аль-Хире. Если верить аль-Хилли, правление аль-Асуада было прервано шаханшахом, по приказу которого лахмидский царь был брошен в темницу. Исторический контекст скорее подтверждает последовательность событий в интерпретации аль-Хилли. Мусульманские историки сходятся во мнении, что преемником аль-Асуада шаханшах назначил не его сына ан-Нумана, а брата аль-Мунзира II, что было обусловлено, вероятно, опалой аль-Асуада и недоверием шаханшаха по отношению к его сыну и законному наследнику.